# Kappa1 Apodis
Kappa1 Apodis (29 Apodis) é uma estrela dupla na direção da constelação de Apus. Possui uma ascensão reta de 15h 31m 30.82s e uma declinação de −73° 23′ 22.4″. Sua magnitude aparente é igual a 5.40. Considerando sua distância de 1019 anos-luz em relação à Terra, sua magnitude absoluta é igual a −2.07. Pertence à classe espectral B1npe. É uma estrela variável γ Cassiopeiae e é uma estrela Be.